# Vassílis Avlonítis
Vassílis Avlonítis (grec moderne : Βασίλης Αυλωνίτης) né le 1er janvier 1904 à Athènes et mort le 10 mars 1970 à Athènes était un acteur de théâtre et de cinéma grec, spécialisé dans les rôles comiques.

## Théâtre
Vassílis Avlonítis commença sa carrière comme chanteur d'opérette en 1924. En 1929, il participa au tournage des scènes supplémentaires de Maria Pentayotissa.
Après la Seconde guerre mondiale, il fonda sa propre troupe de théâtre avec Níkos Rízos et  Georgía Vassiliádou.

## Filmographie partielle
Vassílis Avlonítis tourna dans de très nombreux films, souvent inspirés des comédies qu'il jouait au théâtre. Parmi ceux-ci :
- 1929 : Maria Pentayotissa
- 1929 : Le Port des larmes
- 1931 : Daphnis et Chloé
- 1948 : Les Allemands reviennent
- 1950 : Viens voir le tonton !
- 1952 : Ville magique
- 1954 : La Belle d'Athènes
- 1954 : Joyeux Départ
- 1955 : Golfo
- 1955 : Pain, amour et chansonnette
- 1955 : La Fausse Livre d'or
- 1958 : On ne vit qu'une fois
- 1959 : Lygos le brave
- 1959 : Astéro
- 1960 : Crime dans les coulisses
- 1960 : Blanche-Neige et les Sept Vieux Garçons
- 1961 : Quartier Le Rêve
- 1965 : Un Vengos fou, fou, fou
- 1970 : Les Braves du Nord